# Homogenia latipennis
Homogenia latipennis là một loài ruồi trong họ Tachinidae.